# Höldo (stråle)
Höldo Lagman, kallas också i vissa källor Haldo Olofsson (stråle), Holdo (stråhle) eller Holdo Olofsson Strahle, död omkring 1270, var en svensk lagman.

## Biografi
Höldo var lagman i Värmlands lagsaga 1260-talet. Han förde samma vapen som Karl Döves ätt, en vingad pilspets bjälkvis och Hammars säteri i Väse socken anses ha tillhört lagmannen.[källa behövs]
Den 5 april 1268 donerade han Näs i Visnums-Kils socken, som hade tillhört släkten Stråhle, till Riseberga kloster i Närke, vilket gjorde att han fick en gravplats där. Några dagar senare testamenterade han på nytt, tillsammans med hans hustru Margareta, 12 gårdar till samma kloster. I testamentet, daterat den 9 april 1268, av Höldo och hans maka är det äldsta säkert dokumenterade källmaterialet om Karlskoga, vilket då benämndes Möckelsbodar (med varierande stavningar).